# Miss Perú 2020
Miss Perú 2020 fue la 68.ª edición del Miss Perú, la cual se llevó a cabo el domingo 29 de noviembre y fue por las redes oficiales del evento.
Kelin Rivera, Miss Perú 2019, coronó a Janick Maceta como Miss Perú 2020 quien compitió en Miss Universo 2020.

## Resultados
| Título                                     | Candidata | Resultados internacionales |
| ------------------------------------------ | --- | --- |
| Miss Perú Universo 2020 Miss Perú Universo | - USA Perú - Janick Maceta | Segunda finalista |
| Miss Grand Perú 2020 1.ª finalista         | - San Martín - Maricielo Gamarra | Top 20 |
| Miss Perú Supranacional 2021 2.ª finalista | - La Libertad - Solange Hermoza | Top 24 |
| NLU Perú 2020 3.ª finalista                | - Callao - Arlette Rujel | Renunció |
| Miss Mesoamérica Perú 2020 4.ª finalista   | - Piura - Agatha Mego | Segunda finalista |
| Top 10                                     | - Lima Norte - Mayra Messa - Lima Oeste - Mikella Callegari - Loreto - Diva Rivera - Catacaos - María Fernanda Bernaola - Paita - Mei Azo                 | - Lima Norte - Mayra Messa - Lima Oeste - Mikella Callegari - Loreto - Diva Rivera - Catacaos - María Fernanda Bernaola - Paita - Mei Azo                 |
| Top 15                                     | - Amazonas - Pamela Gutiérrez - Lambayeque - Sandra Sosa - Lima Centro - Viveka Hernández - Lima Este - Alicia Cedrón - Lima Región - Astrid D' Apollonio | - Amazonas - Pamela Gutiérrez - Lambayeque - Sandra Sosa - Lima Centro - Viveka Hernández - Lima Este - Alicia Cedrón - Lima Región - Astrid D' Apollonio |

## Candidatas
Reinas Departamentales
| Departamento  | Candidata                      | Edad | Estatura |
| ------------- | ------------------------------ | ---- | -------- |
| Amazonas      | Pamela Gutiérrez Acosta        | 23   | 1,69 m   |
| Ayacucho      | Isabel Paola Navarro Ochoa     | 21   | 1,70 m   |
| Cajamarca     | Pamela Lizeth López Valdivia   | 24   | 1,72 m   |
| Callao        | Arlette Rujel del Solar        | 20   | 1,81 m   |
| Cuzco         | Viviana Valenzuela Castro      | 24   | 1,73 m   |
| Junín         | Mishell Ricaldi López          | 20   | 1,68 m   |
| La Libertad   | Solange Hermoza Rivera         | 25   | 1,79 m   |
| Lambayeque    | Sandra Sosa Hoyos              | 22   | 1,65 m   |
| Lima Centro   | Viveka Hernández               | 23   | 1,73 m   |
| Lima Este     | Alicia Cedrón Aguirre          | 23   | 1,73 m   |
| Lima Norte    | Mayra Messa Peralta            | 25   | 1,75 m   |
| Lima Oeste    | Mikella Callegari Rodríguez    | 22   | 1,73 m   |
| Lima Sur      | Jimena Elisa Echevarría        | 21   | 1,72 m   |
| Lima Región   | Astrid D' Appollonio Ruiz      | 20   | 1,70 m   |
| Loreto        | Diva Rivera Acosta             | 26   | 1,75 m   |
| Madre de Dios | Kristen Fiorell Cardenas Paima | 23   | 1,70 m   |
| Piura         | Agatha Nikita Mego Castro      | 23   | 1,78 m   |
| Puno          | Lucía Fernanda Valdivia        | 21   | 1,70 m   |
| San Martín    | Maricielo Gamarra Alvarado     | 25   | 1,76 m   |
| Tacna         | Kiara Solange García Miñano    | 23   | 1,69 m   |

Retadoras
| Departamento | Candidata                          | Edad | Estatura |
| ------------ | ---------------------------------- | ---- | -------- |
| Lima Este    | Olga Ekaterina Guerrero Kozitskaya | 20   | 1,70 m   |
| Catacaos     | María Fernanda Bernaola            | 24   | 1,73 m   |
| Paita        | Mei Azo Ayón                       | 26   | 1,80 m   |
| USA Perú     | Janick Maceta                      | 26   | 1,76 m   |

### Retiros
- Arequipa - Gisela Leonora Neyra Vera

- Callao - Pierinna Patiño Flores

- Huancavelica - Edith Alarcón Santos

- Huánuco - Gabriela Lambruschini O'Connor

- Ica - Konnie Kristell Vidaurre Aguirre

- Retadora - Lima Este - Diandra Acevedo Fausto

## Jurado
- Claudia Ortiz de Zevallos - Miss Perú 2003
- María José Lora - Miss Grand Internacional 2017
- Paula Manzanal -
- Giselle Reyes - Coach de Pasarela
- Ángela Ponce - Miss Universo España 2018
- Romina Luzio Ruiz - Asesor Externo de Presentadora
- Mónica Chacón - Miss Perú 1996
- Alexander González - Coach Internacional
- Siera Bearchell - Miss Universo Canadá 2016
- Missologo Latino - Youtuber y Experto de los Concursos de Belleza
- Laura Spoya - Miss Perú 2015
- Alvin Sebetero - Youtuber y Experto de los Concursos de Belleza